# Offensive de Hama (2015)
Pour les articles homonymes, voir Offensive de Hama.
Guerre civile syrienne
Batailles
L'offensive de Hama d'octobre et novembre 2015 a lieu lors de la guerre civile syrienne. Elle est lancée par les forces du régime syrien dans le nord du gouvernorat de Hama.

## Prélude et forces en présence

Évolution dans le gouvernorat de Hama au cours de l'offensive.
Zone contrôlée par le régime syrien et ses alliés
Zone contrôlée par les rebelles
Zone contestée

L'offensive est lancée une semaine après le début de l'intervention militaire de la Russie en Syrie. Les troupes du régime mènent l'assaut au sol en bénéficiant pour la première fois de l'appui aérien russe. Elles sont également épaulées par l'Iran et par ses milices chiites, notamment les Libanais du Hezbollah et les Afghans de la Brigade des Fatimides
Les loyalistes se heurtent à l'Armée de la conquête, une coalition rebelle dominée par le Front al-Nosra et Ahrar al-Cham, ainsi qu'à des groupes de l'Armée syrienne libre, comme Fursan al-Haq.

## Déroulement
L'offensive loyaliste dans le nord du gouvernorat de Hama débute le 7 octobre 2015,. Les premiers combats se concentrent près du village de Latamné, au sud de Morek et de Kafr Zita. Ils se déroulement ensuite sur un arc à l'ouest, au sud et à l'est de la ville de Khan Cheikhoun ; ce front s'étend de Kafr Naboudah à l'ouest, aux collines de Sukayk et au village d'Atchane à l'est, en passant par Morek et Kafr Zita au sud,,.
L'armée et les milices du régime progressent dans un premier temps : le 10 octobre, elles prennent le village d'Atchane, à l'est de Morek, et tentent ensuite d'avancer vers Khan Cheikhoun qui est située aux abords de l'autoroute reliant Damas à Alep,
Cependant, les loyalistes souffrent d'une mauvaise organisation, d'un manque de coordination et se heurtent à une forte résistance des rebelles. Les groupes de l'Armée syrienne libre leur infligent notamment de lourdes pertes en détruisant une centaine de chars et de blindés grâce à leurs missiles antichar BGM-71 TOW, fournis par les États-Unis,,,,,,,.
Les rebelles passent alors à la contre-attaque. Le 5 novembre, la petite ville de Morek tombe entièrement aux mains des djihadistes de Jound al-Aqsa alors qu'elle était tenue par le régime depuis octobre 2014 ; des dizaines de soldats et miliciens sont tués ou blessés selon l'Observatoire syrien des droits de l'homme (OSDH). Le lendemain, les hommes d'Ahrar al-Cham et d'autres factions reprennent le village d'Atchane au terme de combats qui font au moins seize morts chez les loyalistes et sept chez les rebelles selon l'OSDH. L'offensive du régime au nord de Hama se solde alors par un échec : les rebelles ont repris le contrôle de toutes les zones conquises par les loyalistes en octobre, mais ils sont également parvenus à prendre au régime des localités auparavant sous son contrôle,.